# Ruth Plumly Thompson
Ruth Plumly Thompson (Filadélfia, 27 de julho de 1891 — 6 de abril de 1976) foi uma escritora estadunidense de histórias infantis. Ela redigiu uma das mais conhecidas continuações de uma obra de fantasia para crianças, passada na Terra de Oz, da história original criada por L. Frank Baum.

## História
Ávida leitora e escritora de literatura infantil por toda a vida, começou sua carreira literária em 1914 quando vendeu histórias para jornais e revistas. Entre 1921 e 1939, escreveu um livro sobre Oz por ano. Todos foram ilustrados por John R. Neill, o qual também ilustrou os livros sobre Oz de Baum, com exceção do primeiro, The Wonderful Wizard of Oz.
As contribuições de Thompson para a série Oz são vívidas e imaginativas, apresentando uma vasta gama de personagens expressivos e incomuns. Todavia, um tema em particuçlar repete-se através de seus romances, com pequenas variações. Tipicamente, em cada um de seus livros sobre Oz, uma criança (geralmente estadunidense) e um acompanhante sobrenatural (geralmente um animal falante), ao viajarem através de Oz ou por uma de suas regiões limítrofes, descobrem-se em alguma comunidade obscura cujos habitantes engajam-se numa única atividade. Então, os habitantes desta comunidade capturam os viajantes e forçam-nos a participar desta mesma tarefa.

## Livros sobre Oz de Thompson
- 1921 — The Royal Book of Oz
- 1922 — Kabumpo in Oz
- 1923 — The Cowardly Lion of Oz
- 1924 — Grampa in Oz
- 1925 — The Lost King of Oz
- 1926 — The Hungry Tiger of Oz
- 1927 — The Gnome King of Oz
- 1928 — The Giant Horse of Oz
- 1929 — Jack Pumpkinhead of Oz
- 1930 — The Yellow Knight of Oz
- 1931 — Pirates in Oz
- 1932 — The Purple Prince of Oz
- 1933 — Ojo in Oz
- 1934 — Speedy in Oz
- 1935 — The Wishing Horse of Oz
- 1936 — Captain Salt in Oz
- 1937 — Handy Mandy in Oz
- 1938 — The Silver Princess in Oz
- 1939 — Ozoplaning with the Wizard of Oz

## Livros sobre outros temas
- The Curious Cruise of Captain Santa
- The Wizard of Way-Up and Other Wonders
- Sissajig and Other Surprises

Thompson aposentou-se da tarefa de escrever livros sobre Oz em 1939 e John R. Neill assumiu o encargo, escrevendo três obras até sua morte, em 1942. Thompson posteriormente escreveu mais dois livros da série de Oz, os quais são considerados tipicamente não-canônicos: Yankee in Oz (1972) e The Enchanted Island of Oz (1976).
A maioria destes livros ainda estão sob copyright e não podem ser reproduzidos online. Alguns, todavia, estão disponíveis no Projecto Gutenberg.